# Stanhopea ruckeri
Espèce
Répartition géographique
Stanhopea ruckeri est une espèce de plantes à fleurs de la famille des Orchidaceae (les orchidées) présente au Mexique et en Amérique centrale .

## Description
Epiphyte parfumée, de taille moyenne, avec des pseudobulbes ovoïdes, côtelés, vert foncé enveloppés à la base par plusieurs gaines sèches et portant une seule feuille apicale, nervurée, plissée, elliptique, se rétrécissant progressivement en dessous en une feuille de base allongée et pétiolée qui fleurit à l'automne sur un pendant, racémeux, plusieurs [4 à 7] inflorescence fleurie naissant sur un pseudobulbe mature qui est sous-tendu par de grandes bractées chartacées.

## Répartition
Cette orchidée est originaire du Belize, du Salvador, du Guatemala, du Honduras, du Mexique et du Nicaragua. Il pousse dans les forêts de montagne intermédiaires à chaudes de 800 à 1 400 m d'altitude.